# De Stofmolen
De Stofmolen is een korenmolen in Wijdenes in de Nederlandse gemeente Drechterland.
Op de plek van de huidige molen stond eerst een kleine grondzeiler. Volgens overlevering is de bouw van deze molen betaald met stuivertjes, hetgeen via stuifmolen uiteindelijk is verbasterd tot stofmolen.
De huidige molen is in 1911 gebouwd met gebruikmaking van Het Vette Schaap uit Zaandijk. De molen is vlak bij de oude molen gebouwd, zodat deze in gebruik kon blijven.
In 1924 is een extra aanbouw tegen het onderachtkant gebouwd ten behoeve van een mechanische maalderij. De molen en maalderij bleven tot 1951 in gebruik, daarna is het maalbedrijf gestopt, en kocht de gemeente de molen als vergaderruimte. Vanaf 1970 wordt er weer af en toe met de molen gedraaid, en later is de molen ook maalvaardig gemaakt.
In 2001 werd de molen wegens de slechte staat stilgezet. In 2004/5 is de molen weer geheel gerestaureerd en maalt sindsdien weer.
De molen is eigendom van de gemeente Drechterland.